# William Thomson, I barone Kelvin
Lord William Thomson, I barone Kelvin, comunemente noto come Lord Kelvin (Belfast, 26 giugno 1824 – Largs, 17 dicembre 1907), è stato un fisico, ingegnere e nobile britannico.
All'Università di Glasgow compì importanti lavori nell'analisi matematica dell'elettricità e della termodinamica, e diede un ampio contributo per unificare l'emergente disciplina della fisica nella sua forma moderna. È conosciuto per aver sviluppato la scala Kelvin, che misura la temperatura assoluta. Il titolo di Barone Kelvin gli fu conferito per merito delle sue scoperte, e deriva dal fiume Kelvin, che scorre presso la sua università scozzese di Glasgow.
In seguito fece carriera come ingegnere e inventore del telegrafo elettrico, che gli procurò una maggiore considerazione da parte dell'opinione pubblica e gli assicurò fama e ricchezza.

## Gioventù e studi

### Famiglia
L'identità della madre di William Thomson non è nota. Ella morì quando il figlio aveva solo sei anni. Suo padre, Dr. James Thomson, figlio di un contadino, era un professore di matematica e ingegneria alla Royal Belfast Academical Institution. James ricevette una limitata istruzione giovanile in Ulster; a 24 anni, incominciò per sei mesi a studiare all'Università di Glasgow, in Scozia, mentre per il resto dell'anno lavorava come insegnante a Belfast. Dopo la laurea diventò professore di matematica. Dal matrimonio di James con Margaret Gardner del 1817, solo 4 maschi e 2 femmine, tra i loro bambini, sopravvissero all'infanzia.
William e suo fratello maggiore James furono cresciuti a casa dal padre mentre i fratelli più giovani furono cresciuti dalle sorelle maggiori. James era destinato a ricevere la maggior parte dell'incoraggiamento, dell'affetto e dell'appoggio finanziario del padre e fu preparato per una brillante carriera in ingegneria. Tuttavia, da bambino James era molto cagionevole e si dimostrò inadatto a una serie di tirocini, i quali dettero esiti fallimentari. William diventò presto il prediletto del padre.
Nel 1832, suo padre fu nominato professore di matematica a Glasgow e la famiglia vi si trasferì nell'ottobre dell'anno seguente. I ragazzi vennero introdotti a un'esperienza cosmopolita molto più ampia rispetto all'educazione del loro padre, trascorrendo l'estate del 1839 a Londra e studiando francese a Parigi. Trascorsero l'estate del 1840 in Germania e nei Paesi Bassi. Allo studio delle lingue venne data un'alta priorità.

### Giovinezza
William ebbe problemi cardiaci e rischiò di morire quando aveva 9 anni. Frequentò la Royal Belfast Academical Institution, dove il padre era professore nel dipartimento universitario, prima di cominciare gli studi all'Università di Glasgow nel 1834, all'età di 10 anni, mostrando un'intelligenza precoce; l'Università fornì tutti gli strumenti di una scuola elementare per allievi abili e questa era una comune età d'ammissione. Nel 1839, John Pringle Nichol, professore di astronomia, prese la cattedra di filosofia naturale. Nichol rinnovò il programma, introducendo i nuovi studi matematici di Jean Baptiste Joseph Fourier. La trattazione matematica impressionò molto William.
Nell'anno accademico 1839-1840, Thomson vinse il premio di classe in astronomia per il suo Essay on the figure of the Earth con il quale mostrò una precoce abilità e creatività per l'analisi matematica. Durante la sua vita avrebbe lavorato su problemi contenuti nel saggio per superare momenti di stress personale.
Thomson fu affascinato dalla Théorie analytique de la chaleur di Fourier e si dedicò allo studio della matematica "continentale" avversata dall'establishment britannico che lavorava ancora seguendo le orme di Isaac Newton. Prevedibilmente, l'opera di Fourier era stata attaccata dai matematici britannici, tra cui Philip Kelland, che scrisse un libro critico. Questo librò motivò Thomson a scrivere, in difesa di Fourier, il suo primo lavoro scientifico sotto lo pseudonimo P.Q.R., che fu spedito al Cambridge Mathematical Journal da suo padre; Un secondo articolo di P.Q.R. seguì quasi immediatamente.
Mentre era in vacanza con la famiglia a Lamlash nel 1841, scrisse un terzo e più sostanziale articolo firmato P.Q.R. Sul moto uniforme del calore in corpi solidi omogenei, e sua connessione con la teoria matematica dell'elettricità. Nell'articolo fece notevoli collegamenti tra le teorie matematiche della conduzione termica e dell'elettrostatica, un'analogia che James Clerk Maxwell descrisse come una delle più valide "idee per formare la scienza" (science-formin ideas).

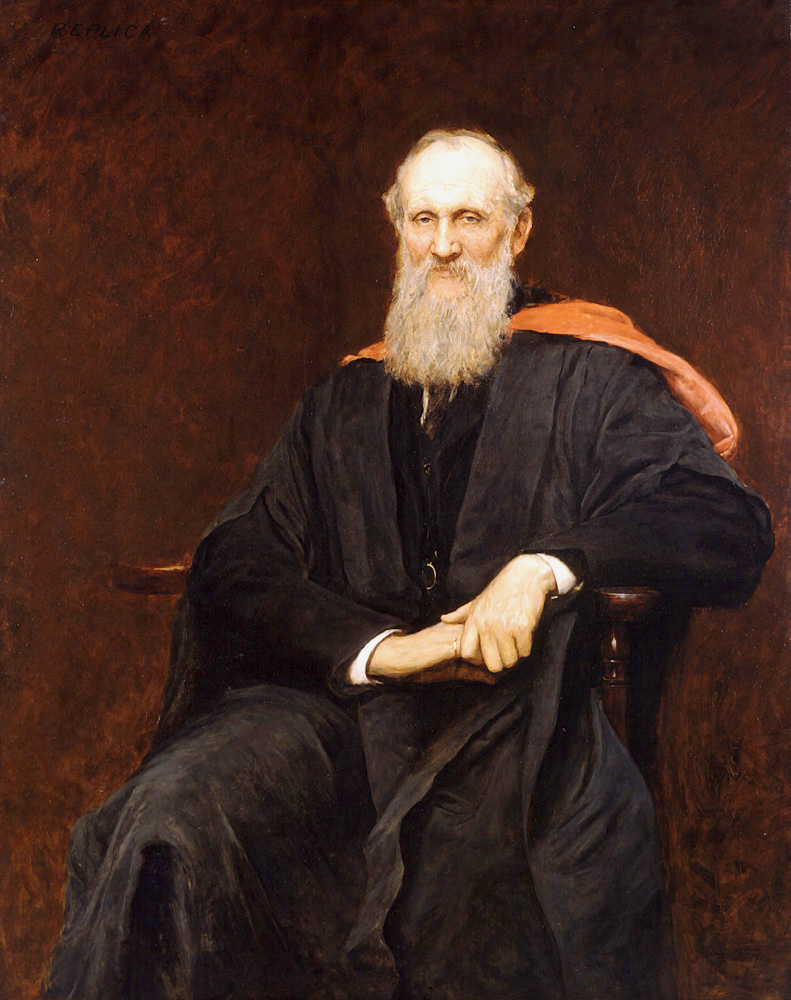
Lord Kelvin ritratto da Hubert von Herkomer

### Cambridge
Il padre di William poté permettersi di iscriverlo, nel 1841, al college Peterhouse dell'Università di Cambridge. Nel 1845 si laureò come secondo "Wrangler" (vale a dire con il secondo punteggio). Vinse comunque un Premio Smith, assegnato annualmente a studenti in fisica teorica, matematica e matematica applicata, che viene talvolta considerato un miglior indicatore della originalità della ricerca rispetto alla laurea.
Durante il periodo a Cambridge, Thomson fu attivo nell'atletica e nello sport, vincendo delle gare di canottaggio. Si interessò anche ai classici, alla musica e alla letteratura, ma vero amore della sua vita intellettuale fu l'attività scientifica; lo studio della matematica, fisica e in particolare dei fenomeni elettrici aveva catturato la sua immaginazione.
Nel 1845 diede il primo sviluppo matematico all'idea di Faraday che l'induzione elettrostatica abbia luogo attraverso un mezzo, o "dielettrico", e non da qualche incomprensibile "azione a distanza". Sviluppò il metodo della carica immagine, che divenne un potente metodo di soluzione dei problemi di elettrostatica. Fu in parte in risposta al suo incoraggiamento che Faraday intraprese nel settembre del 1845 la ricerca che portò alla scoperta dell'effetto Faraday, che stabilì la connessione tra la luce e i fenomeni magnetici (e quindi elettrici).
Nel 1845 fu eletto fellow del college; passò quindi del tempo nel laboratorio del celebre Henri-Victor Regnault, a Parigi, ma nel 1846 fu nominato alla cattedra di filosofia naturale all'Università di Glasgow. A 22 anni si trovò a vestire i panni di esperto professore in una delle più antiche università del paese, e a fare lezione a una classe in cui era stato solo pochi anni prima.

### Termodinamica
Entro il 1847 Thomson si era già guadagnato una reputazione come scienziato precoce e anticonformista quando partecipò alla riunione annuale della "British Association for the Advancement of Science" (Associazione britannica per il progresso della scienza) a Oxford. In questa occasione ascoltò James Prescott Joule fare ancora un altro dei suoi tentativi, infruttuosi fino a quel momento, di screditare la teoria del calorico e la teoria della macchina termica basata su di essa da Sadi Carnot e Émile Clapeyron. Joule dibatté per la mutua convertibilità del calore e del lavoro meccanico e per la loro equivalenza.
Thomson era incuriosito ma scettico. Benché sentisse che i risultati di Joule avevano bisogno di una spiegazione teorica, si impegnò più a fondo seguendo la scuola di Carnot e Clapeyron. Predisse che la temperatura di fusione (vedi punto di fusione) del ghiaccio dovesse diminuire all'aumentare della pressione, altrimenti l'espansione dovuta al congelamento potrebbe essere sfruttata per un moto perpetuo. La conferma sperimentale nel suo laboratorio sostenne molto le sue convinzioni.
Nel 1848 estese la teoria di Carnot-Clapeyron ancora oltre per la sua insoddisfazione riguardo al fatto che un termometro a gas fornisse solo una definizione operativa della temperatura. Propose una scala di temperatura assoluta in cui un'unità di calore che passa da un corpo A a temperatura T° su questa scala a un corpo B a temperatura (T-1)°, produce lo stesso effetto meccanico [lavoro] qualunque sia il numero {\displaystyle T}. Una scala di questo tipo sarebbe abbastanza indipendente dalle proprietà fisiche di ogni specifica sostanza.
Seguendo questa idea a cascata, Thomson postulò che si potrebbe raggiungere un punto in cui non possa essere trasferito ulteriore calore (o calorico), il punto dello zero assoluto su cui Guillaume Amontons aveva speculato nel 1702. Thomson usò dati pubblicati da Regnault per calibrare la sua scala rispetto alle misure note.
Nella sua pubblicazione, Thomson scrisse:
Ma una nota segnalava i suoi primi dubbi sulla teoria del calorico, riferendosi alle "scoperte veramente notevoli" di Joule. Sorprendentemente, Thomson non spedì a Joule una copia del suo articolo, ma quando Joule finì per leggerlo scrisse a Thomson il 6 ottobre, reclamando che i suoi studi avevano dimostrato la conversione del calore in lavoro, ma che stava pianificando ulteriori esperimenti. Thomson rispose il 27 ottobre, rivelando che stava anch'egli pianificando degli esperimenti e augurandosi una riconciliazione tra le loro due posizioni.
Thomson tornò alla critica del lavoro originale di Carnot e lesse la sua analisi alla Royal Society of Edinburgh nel gennaio 1849, ancora convinto che la teoria fosse fondamentalmente sensata. Comunque, benché Thomson non avesse eseguito nuovi esperimenti, nei due anni successivi divenne sempre più insoddisfatto della teoria di Carnot e convinto da quella di Joule. Nel febbraio 1851 si mise a tavolino per articolare le sue nuove idee. Era però incerto su come inquadrare la sua teoria e riscrisse l'articolo parecchie volte prima di arrivare a un tentativo di riconciliare Carnot e Joule. Sembra che durante la riscrittura abbia considerato le idee che avrebbero portato in seguito al secondo principio della termodinamica. Nella teoria di Carnot il calore perduto era "assolutamente perduto", ma Thomson affermò che era "perduto per l'uomo irrevocabilmente; ma non perduto nel mondo materiale". Inoltre le sue convinzioni teologiche lo portarono a speculare sulla morte termica dell'universo.
Nel testo pubblicato, Thomson eliminò le affermazioni più radicali e dichiarò che "l'intera teoria della potenza motrice del calore è fondata su... due... proposizioni, dovute rispettivamente a Joule, a Carnot e a Clausius". Thomson andò avanti ed enunciò una versione del secondo principio:
Nell'articolo, Thomson sostenne la teoria che il calore fosse una forma di moto, ma ammetteva di essere stato influenzato solo dal pensiero di Humphry Davy oltre che dagli esperimenti di Joule e Julius Robert von Mayer, affermando che la dimostrazione sperimentale della conversione del calore in lavoro era ancora mancante.
Appena Joule lesse l'articolo scrisse a Thomson i suoi commenti e le sue domande. Cominciò quindi una fruttuosa collaborazione, benché in larga parte epistolare, in cui Joule eseguiva gli esperimenti e Thomson analizzava i risultati e suggeriva nuovi test sperimentali al collega. La collaborazione durò dal 1852 al 1856, e portò tra le altre alla scoperta dell'effetto Joule-Thomson, chiamato talvolta effetto Kelvin-Joule; la pubblicazione del risultato favorì la ricezione generale del lavoro di Joule e della teoria cinetica dei gas.
Lord Kelvin pubblicò più di 600 articoli scientifici e oltre 70 brevetti.

## Cavo transatlantico

### Calcoli sulla velocità di trasmissione
Ormai eminente nell'ambiente accademico, Thomson era sconosciuto al grande pubblico. Nel settembre 1852 sposò l'amore d'infanzia Margaret Crum, la cui salute peggiorò durante la luna di miele, e nei successivi diciassette anni Thomson fu distratto dalla sua sofferenza. Il 16 ottobre 1854, George Gabriel Stokes scrisse a Thomson per provare a interessarlo nuovamente al lavoro chiedendogli un'opinione su alcuni esperimenti di Michael Faraday sul proposto cavo telegrafico transatlantico.
Faraday aveva dimostrato come le caratteristiche di un cavo possano limitare la velocità a cui un segnale può essere trasmesso (in termini moderni, la larghezza di banda). Thomson attaccò il problema e pubblicò la risposta entro un mese. Espresse i suoi risultati in termini della velocità di trasmissione che poteva essere ottenuta e le conseguenze economiche in termini del potenziale fatturato dell'impresa transatlantica. In un'ulteriore analisi del 1855, Thomson evidenziò l'impatto che il progetto del cavo avrebbe avuto sul suo profitto.
Thomson affermò che la velocità di un segnale attraverso un dato cavo fosse inversamente proporzionale alla radice quadrata della lunghezza del cavo stesso. I risultati di Thomson furono discussi alla riunione della British Association nel 1856 da Wildman Whitehouse, l'ingegnere elettrico della Atlantic Telegraph Company. È possibile che Whitehouse avesse male interpretato i risultati dei suoi stessi esperimenti, ma senza dubbio sentiva la pressione economica poiché i piani per il cavo erano già iniziati. Credeva che i calcoli di Thomson implicassero che il cavo dovesse essere "abbandonato in quanto praticamente e commercialmente impossibile".
Thomson attaccò l'opinione di Whitehouse in una lettera al popolare giornale Atheneum, facendosi conoscere dall'opinione pubblica. Thomson raccomandò un conduttore elettrico più largo con una più larga sezione di isolatore. Comunque, non malgiudicava Whitehouse e sospettò che avrebbe potuto avere le abilità pratiche per far funzionare il progetto esistente. Il lavoro di Thomson aveva, in ogni modo, attirato l'attenzione degli imprenditori dell'impresa transatlantica, e nel dicembre 1856 fu eletto nel consiglio d'amministrazione dell'Atlantic Telegraph Company.

### Da scienziato a ingegnere
Thomson divenne consigliere scientifico insieme a Whitehouse come capo ingegnere elettrico e Charles Tilston Bright come capo ingegnere.
Salì a bordo della nave posacavi HMS Agamemnon nell'agosto 1857, mentre Whitehouse rimase a terra per problemi di salute, ma il viaggio si concluse presto a causa della rottura del cavo. Thomson contribuì allo studio del fenomeno pubblicando sull'Engineer la teoria completa delle tensioni interne affrontate nella deposizione di un cavo sottomarino, e mostrò che quando se ne fa fuoriuscire un tratto dalla nave, a velocità costante, in acqua uniformemente profonda, il cavo affonda con una certa pendenza dal punto dove entra in acqua a dove tocca il fondo.
Thomson sviluppò un sistema completo per mettere in opera un telegrafo sottomarino in grado di trasmettere un carattere ogni 3,5 secondi. Egli brevettò gli elementi chiave del sistema, il galvanometro a specchio e il siphon recorder, nel 1858.
Whitehouse ignorava ancora le molte proposte di Thomson, e il primo contributo di quest'ultimo che effettivamente influenzò l'esecuzione del progetto fu la proposta, accolta dal consiglio, di utilizzare rame più puro per migliorare la capacità di trasmissione dei dati.
Il consiglio insistette che Thomson partecipasse alla spedizione di posa del cavo del 1858, senza nessun compenso, e prendesse parte attiva al progetto. In cambio, Thomson si assicurò una prova per il suo galvanometro a specchio, di cui il consiglio non era stato entusiasta, insieme alla strumentazione di Whitehouse; Thomson trovò però insoddisfacente l'accesso che gli era stato dato. La nave dovette tornare indietro a causa di una disastrosa tempesta nel giugno 1858. Tornato a Londra, il consiglio era sul punto di abbandonare il progetto e ridurre le perdite vendendo il cavo. Thomson, Cyrus West Field e Curtis M. Lampson proposero un altro tentativo e prevalsero, e Thomson sottolineò che i problemi tecnici erano trattabili. Thomson aveva sviluppato, durante i viaggi, un istinto da ingegnere e l'abilità di risolvere problemi pratici sotto pressione, prendendo spesso il comando in situazioni di emergenza, e senza temere di sporcarsi le mani con lavoro manuale. Un cavo fu finalmente posato il 5 agosto.

### Disastro e trionfo
Come temuto da Thomson, l'apparato ricevente realizzato da Whitehouse per misurare le piccole variazioni di corrente del segnale alla fine del cavo di trasmissione (3 600 km dall'inizio del cavo al di là dell'Atlantico) dimostrò una sensibilità insufficiente, e alla fine dovette essere sostituito col galvanometro a specchio di Thomson. Tuttavia questo avvenne solo dopo che Whitehouse, continuando a sostenere che i suoi strumenti fossero adeguati al servizio, provò a ricorrere a misure disperate per rimediare all'insufficiente sensibilità della ricezione del segnale, quali aumentando la corrente di ingresso del cavo applicando tensioni altissime, che finirono per danneggiare fatalmente il cavo, quando furono applicati 2000 V. Questo portò al licenziamento di Whitehouse, nonostante l'opposizione di Thomson, che fu rimproverato dal consiglio per la sua interferenza. Thomson in seguito si rammaricò di aver acconsentito troppo facilmente alle proposte di Whitehouse e di non averle discusse con sufficiente energia.
Una commissione di inchiesta congiunta fu istituita dal Board of Trade e dalla Atlantic Telegraph Company. Gran parte della colpa della rottura del cavo fu attribuita a Whitehouse. La commissione concluse che, benché i cavi sottomarini erano notoriamente poco affidabili, la maggior parte dei problemi erano sorti da cause note ed erano evitabili. Thomson fu nominato in una commissione di cinque membri per raccomandare le specifiche per un nuovo cavo. La commissione concluse i lavori nell'ottobre 1863.
Nel luglio 1865 Thomson partecipò alla spedizione di posa del cavo sulla Great Eastern, ma il viaggio incontrò ancora problemi tecnici; il cavo fu perso dopo averne deposto 1 200 miglia e la spedizione dovette essere abbandonata. Tuttavia un'ulteriore spedizione nel 1866 riuscì a posare un nuovo cavo in due settimane, a recuperare e completare il cavo della spedizione precedente, e soprattutto alla fine il cavo transatlantico fu finalmente funzionante. L'impresa fu festeggiata come un trionfo dal pubblico e Thomson godette di larga parte dell'adulazione. Thomson, insieme agli altri protagonisti del progetto, fu nominato cavaliere il 10 novembre 1866.
Per sfruttare le sue invenzioni per la trasmissione di segnali in lunghi cavi sottomarini, Thomson entrò in società con C.F. Varley e Fleeming Jenkin. Insieme a quest'ultimo, inventò anche un tipo di tasto telegrafico, l'automatic curb sender, per inviare messaggi su cavo.

### Altre spedizioni
Thomson prese parte alla posa del cavo transatlantico francese nel 1879, e fu ingegnere con Jenkin per cavi in Brasile, assistito dal suo studente James Alfred Ewing; fu presente alla posa della sezione da Belém a Pernambuco del cavo lungo la costa brasiliana nel 1873.
La moglie di Thomson morì il 17 giugno 1870 ed egli decise di fare dei cambiamenti nella sua vita. Ormai appassionato dei viaggi per mare, a settembre comprò uno shooner da 126 tonnellate, il Lalla Rookh, e lo usò come base per il divertimento di amici e colleghi scienziati. Continuò a interessarsi alla marineria nel 1871 quando fu nominato nella commissione di inchiesta sull'affondamento del HMS Captain.
Nel giugno 1873, Thomson e Jenkin erano a bordo del Hooper, per collegare un cavo con Lisbona; per un problema tecnico al cavo dovettero fermarsi sedici giorni a Madera, e Thomson divenne buon amico di Charles R. Blandy e delle sue figlie. Il 2 maggio 1874 Thomson fece vela per Madera sul Lalla Rookh; avvicinandosi al porto segnalò dalla nave per chiedere la mano di Fanny, una figlia di Blandy, di 13 anni più giovane, che accettò; si sposarono il 24 giugno.

## Thomson & Tait:Trattato di Filosofia Naturale
Nel periodo tra il 1855 e il 1867, Thomson collaborò con Peter Guthrie Tait a un libro di testo che unificasse i vari rami della fisica sotto il principio comune dell'energia; pubblicato nel 1867, il libro fece molto per definire la disciplina in senso moderno.

## Standard elettrici
Thomson fece più di ogni altro prima di lui per introdurre accurati metodi e apparati per la misura dell'elettricità. Già nel 1845 indicò come i risultati sperimentali di William Snow Harris fossero in accordo con le leggi di Coulomb. In Memoirs of the Roman Academy of Sciences (1857) pubblicò una descrizione del suo nuovo elettrometro ad anello diviso, basato sul vecchio elettroscopio di Johann Gottlieb Friedrich von Bohnenberger e introdusse una serie di efficaci strumenti, tra cui l'elettrometro a quadranti, per coprire l'intero campo delle misure elettrostatiche. Inventò la bilancia delle correnti, nota anche come "bilancia di Kelvin" o "bilancia di Ampere", per la precisa specifica dell'ampere, l'unità di misura standard della corrente elettrica.
Il nome di Lord Kelvin è indissolubilmente legato alla metrologia elettrica per un metodo (misura a quattro terminali) larghissimamente usato nella misura di precisione di tensioni e resistenze. Tale metodo si basa sull'uso di puntali specifici (detti per l'appunto puntali di "Kelvin") per la misura della tensione, fisicamente separati da quelli usati invece per l'iniezione della corrente. Tale metodo consente di liberare completamente la misura dall'errore dovuto alle resistenze di contatto dei puntali.
Nel 1893 Kelvin guidò una commissione internazionale per decidere il progetto della centrale elettrica delle cascate del Niagara. Nonostante la sua precedente convinzione della superiorità della trasmissione di energia elettrica tramite corrente continua, fu convinto dalla dimostrazione di Nikola Tesla della trasmissione in corrente alternata trifase alla fiera mondiale di Chicago di quell'anno e acconsentì a usare il sistema di Tesla. Nel 1896 Thomson disse che "Tesla ha contribuito alla scienza elettrica più di ogni altro uomo fino a oggi".

## Geologia e teologia

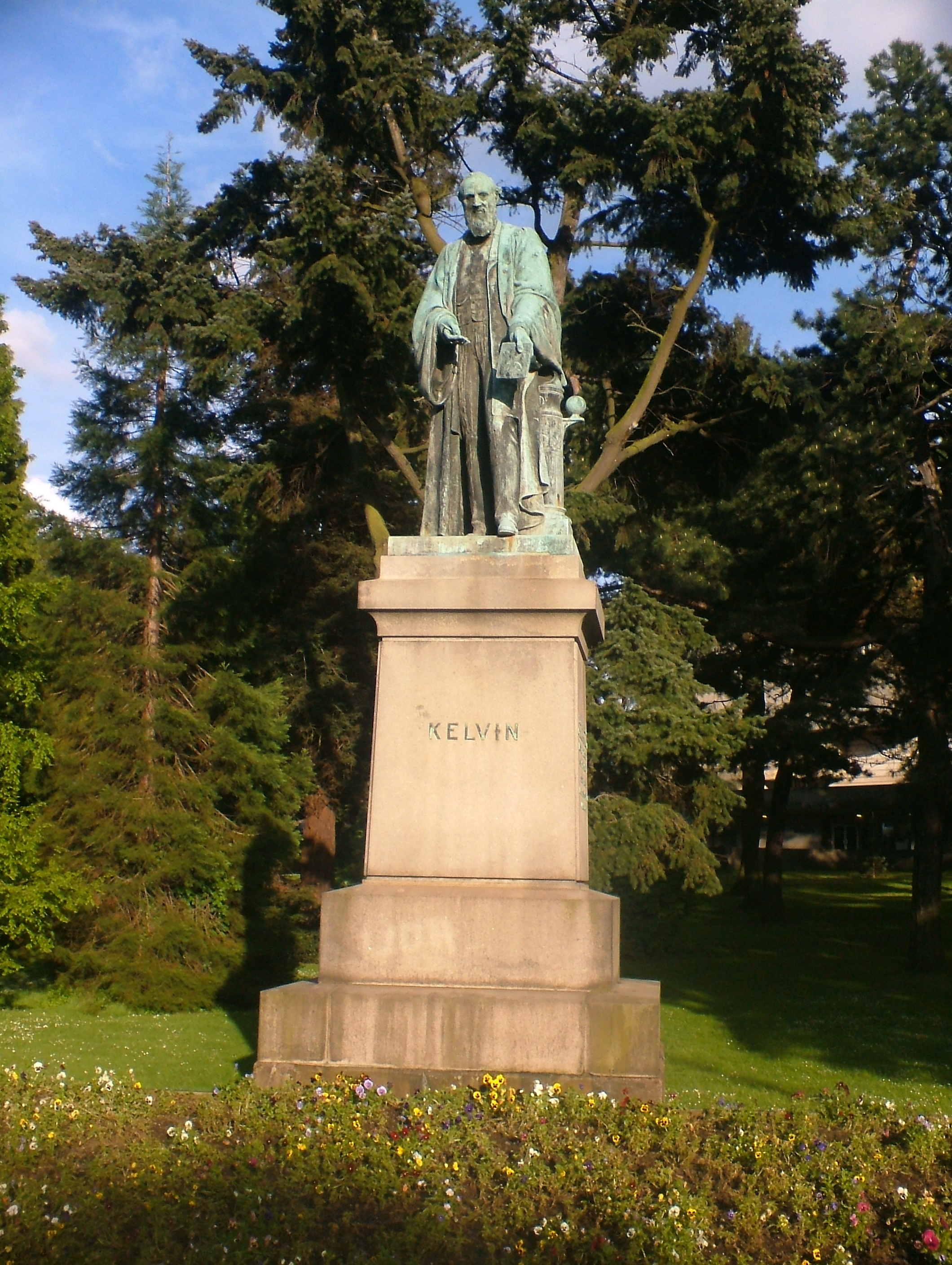
Statua di Lord Kelvin, Belfast Botanic Gardens

Thomson rimase un devoto cristiano durante tutta la sua vita, frequentando la cappella quotidianamente, benché autori come H.I. Sharlin argomentino che non si identificherebbe con posizioni fondamentaliste se fosse vivo al giorno d'oggi. Vedeva la sua fede come un sostegno per il suo lavoro scientifico, come è evidente dal suo discorso alla riunione annuale della Christian Evidence Society del 23 maggio 1869.
Una degli esempi più chiari di questa interazione tra la fede e la scienza è la sua stima dell'età della Terra. Dato il suo lavoro giovanile sulla forma della Terra e il suo interesse nella conduzione del calore, non è sorprendente che scelse di investigare il raffreddamento della Terra e dedurre l'età della Terra da questi calcoli. Thomson credeva in un istante di creazione, ma non era creazionista in senso moderno. Sosteneva che i principi della termodinamica operassero dalla nascita dell'universo e prevedessero un processo dinamico che portasse all'organizzazione ed evoluzione del sistema solare e di altre strutture, seguite da una graduale "morte termica". Sviluppò la visione che la Terrà fosse stata un tempo troppo calda per sostenere la vita e oppose questo punto di vista a quello dell'uniformitarismo, secondo cui le condizioni rimangono costanti da tempo indefinito.
Dopo la pubblicazione di L'origine delle specie da parte di Charles Darwin nel 1859, Thomson vide la sua prova del relativamente breve periodo abitabile della Terra come contraddittoria rispetto alla spiegazione evoluzionistica della diversità biologica. Notò che il Sole non poteva essere esistito sufficientemente a lungo per permettere il lento sviluppo dell'evoluzione, a meno che non fosse stata trovata qualche fonte di energia all'epoca sconosciuta. Subito fu in disaccordo con i sostenitori di Darwin John Tyndall e T.H. Huxley. Nella sua risposta al discorso di Huxley alla Geological Society of London nel 1868 presentò il discorso "Of Geological Dynamics" (1869), che, con altri scritti, ostacolò la ricezione nella comunità scientifica dell'idea che la Terra fosse molto vecchia.
Thomson infine attestò la sua stima dell'età della Terra a 20-40 milioni di anni.

## Limiti della fisica classica
Nel 1884 Thomson tenne una serie di lezioni alla Johns Hopkins University negli Stati Uniti, in cui tentò di formulare un modello fisico dell'etere, il mezzo in cui si ipotizzava si propagassero le onde elettromagnetiche e che stava diventando un modo di spiegare i fenomeni relativi alla radiazione. Nell'imminente abbandono della visione meccanicistica del mondo, queste "lezioni di Baltimora" non vennero tenute in considerazione a lungo.
Nel 1900 diede una lezione intitolata Nineteenth-Century Clouds over the Dynamical Theory of Heat and Light (Nubi del diciannovesimo secolo sulla teoria dinamica del calore e della luce). Le due "nubi oscure" a cui alludeva erano le insoddisfacenti spiegazioni che la fisica di quel periodo poteva dare per due fenomeni: l'esperimento di Michelson-Morley e la radiazione di corpo nero. Due importanti teorie furono sviluppate durante il ventesimo secolo a partire da questi problemi: per il primo la teoria della relatività, per il secondo la meccanica quantistica. Albert Einstein, nel 1905 pubblicò i cosiddetti Annus Mirabilis Papers, uno dei quali spiegava l'effetto fotoelettrico, uno degli articoli fondativi della meccanica quantistica, e un altro in cui descriveva la relatività speciale.

## Affermazioni dimostratesi errate
Come molti scienziati, Thomson fece alcuni errori nella previsione del futuro della tecnologia.
Era inizialmente scettico sui raggi X, e considerava il loro annuncio come un inganno. In seguito, viste le prove di Wilhelm Röntgen, accettò l'idea, e si fece anche una radiografia alla mano nel maggio 1896.
La sua previsione per l'aviazione era negativa. Nel 1896 rifiutò un invito a partecipare alla Royal Aeronautical Society, scrivendo che "Non ho la minima molecola di fede nella navigazione aerea diversa dal volo in pallone o di speranza di buoni risultati da nessuno dei tentativi di cui sentiamo." Nel 1902 in un'intervista a un giornale prediceva che "Nessun pallone e nessun aeroplano avranno mai successo in pratica."
È falsamente attribuita a Lord Kelvin l'affermazione: "Adesso non c'è niente di nuovo da essere scoperto in fisica. Tutto quello che rimane sono misure sempre più precise". Tale asserzione, probabilmente, deriva da una conferenza tenuta il 27 aprile 1900 presso la Royal Institution, in cui affermò che esistevano ancora "due nubi" che oscuravano la fisica: una riguardante la propagazione delle onde elettromagnetiche attraverso il fantomatico "etere" (questione poi risolta con la teoria della relatività ristretta), e l'altra il teorema di equipartizione dell'energia per quanto riguarda la radiazione del corpo nero, ovvero la cosiddetta "catastrofe ultravioletta" (risolta con la meccanica quantistica).

## Altri lavori
Diversi fenomeni fisici e concetti su cui Thomson lavorò sono associati al nome "Kelvin":
- Modello di Kelvin
- Onda di Kelvin
- Instabilità di Kelvin - Helmholtz
- Meccanismo di Kelvin-Helmholtz
- Luminosità di Kelvin-Helmholtz
- L'unità di temperatura del sistema internazionale, kelvin
- Trasformata di Kelvin nella teoria del potenziale
- Teorema di Kelvin, inizialmente formulato in fluidodinamica
- Ponte di Kelvin per la misura di una resistenza elettrica
- Misura di Kelvin per una resistenza elettrica
- Enunciato di Kelvin-Planck del secondo principio della termodinamica
- Equazione di Kelvin
- Generatore di Kelvin
- Problema di Kelvin

## Onorificenze

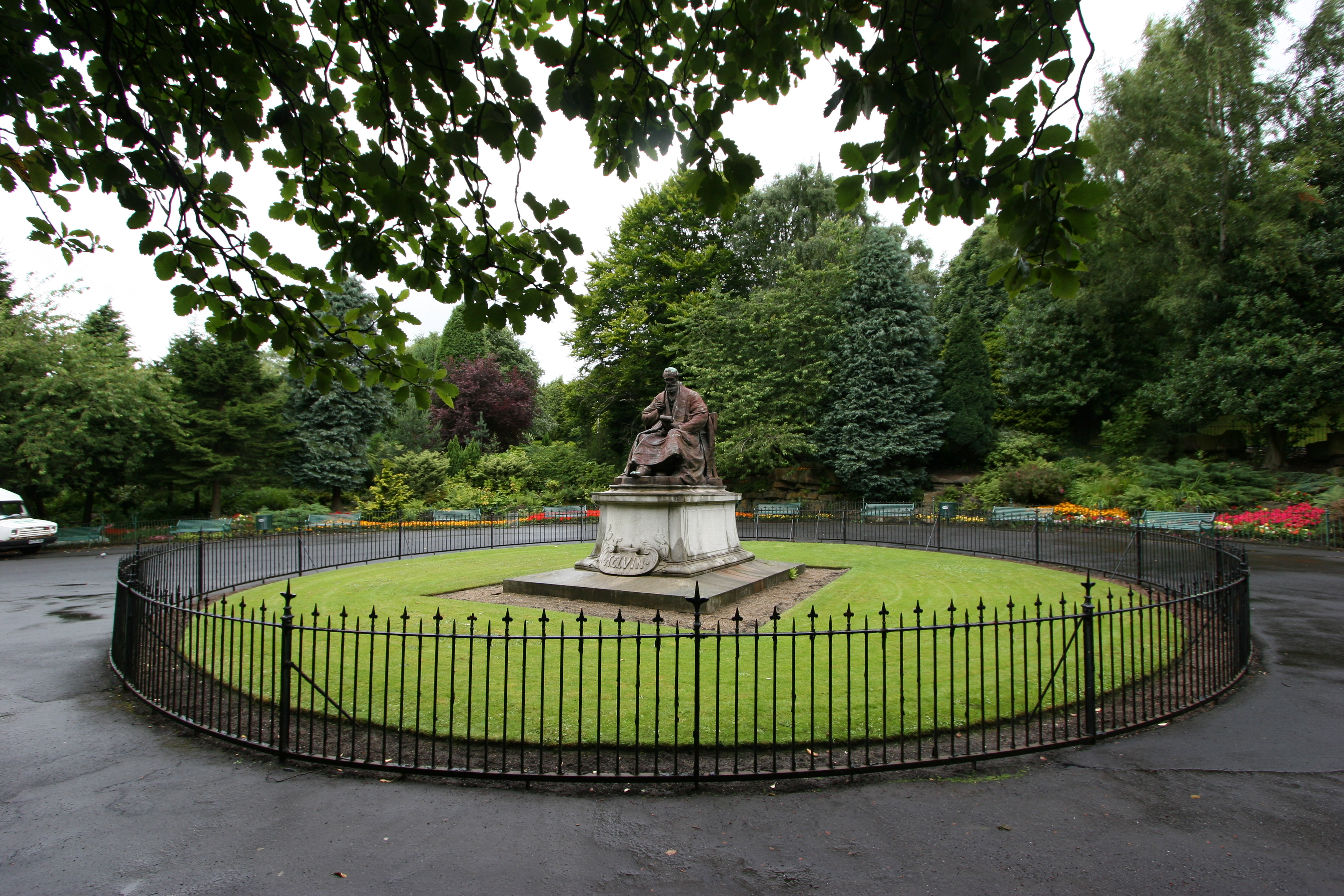
Il monumento a William Thomson, primo Barone Kelvin, all'Università di Glasgow

- Membro della Royal Society di Edimburgo, 1847
  - Medaglia Keith, 1864
  - Gunning Victoria Jubilee Prize, 1887
  - Presidente, 1873–1878, 1886–1890, 1895–1907
- Membro della Royal Society, 1851
  - Medaglia Royal, 1856
  - Medaglia Copley, 1883
  - Presidente, 1890 – 1895
- Cavaliere nel 1866
- Barone Kelvin, di Largs in the contea di Ayr, 1892.[33] Il titolo deriva dal fiume Kelvin, che passa attraverso i terreni dell'Università di Glasgow. Il titolo morì con lui, non essendoci eredi o parenti prossimi
- Cavaliere di Gran Croce dell'Ordine Vittoriano, 1896
- Uno dei primi membri del Ordine al Merito del Regno Unito, 1902
- Consigliere privato del Regno Unito, 1902
- Primo vincitore internazionale della Medaglia John Fritz, 1905
- Fu sepolto a Londra nella Abbazia di Westminster, accanto a Isaac Newton
- Lord Kelvin fu commemorato sulla banconota da 20£ emessa dalla Clydesdale Bank nel 1971; nella emissione corrente la sua immagine appare sulla banconota da 100£, in cui viene mostrato con la sua bussola regolabile e con sullo sfondo una mappa del cavo transatlantico[34]